# Stereophyllaceae
Stereophyllaceae é uma família de plantas briófitas, constituindo um grupo de musgos pleurocárpicos, ou seja, que possuem seus esporófitos em ramos laterais. Esses musgos são caracterizados por suas células alares diferenciadas em quadradas, retangulares ou de ângulo irregular. Stereophyllaceae é divida em 2 subfamílias: Stereophylloideae e Pilosioideae, contendo 16 espécies catalogadas na américa latina.
Essa família possui espécies nativas do Brasil, porém não é endêmica, sendo observada em outros locais do mundo. No Brasil temos hoje 4 gêneros e 7 spp, ao redor de praticamente todo território. São musgos em geral de tamanhos médios, localizados principalmente em ambientes de baixa altitude e de clima tropical e subtropical. 

## Distribuição
No mundo todo há 8 gêneros e 30 espécies registradas nos trópicos. De acordo com a plataforma Reflora, são hoje reconhecidos no Brasil 4 gêneros e 7 espécies, sendo todas nativas e nenhuma endêmica. Elas são:
- Entodontopsis Broth - Entodontopsis angustiretis (Broth.) W.R.Buck & Ireland, Entodontopsis leucostega (Brid.) W.R.Buck & Ireland, Entodontopsis nitens (Mitt.) W.R.Buck & Ireland, Entodontopsis panamensis (E.B.Bartram) W.R.Buck & Ireland
- Eulacophyllum W.R.Buck & Ireland - Eulacophyllum cultelliforme (Sull.) W.R.Buck & Ireland
- Pilosium (Müll.Hal.) M.Fleisch - Pilosium chlorophyllum (Hornsch.) Müll. Hal.
- Stereophyllum Mitt.- Stereophyllum radiculosum (Hook.) Mitt.[1]

### Domínios e estados de ocorrência no Brasil
Essa família é encontrada em diversos domínios fitogeográficos, sendo: Amazônia, Caatinga, Cerrado, Mata Atlântica e Pantanal.
Fazendo parte dos seguintes tipos de vegetação:
- Cerrado (lato sensu)
- Floresta Ciliar ou Galeria
- Floresta de Terra Firme
- Floresta Estacional Semidecidual
- Floresta Ombrófila (Floresta Pluvial)
- Floresta Ombrófila Mista
- Restinga.

A família é amplamente distribuída em todas as regiões do Brasil, tendo sido registrada em todos os estados exceto Sergipe e Piauí. 

## Diversidade taxonômica

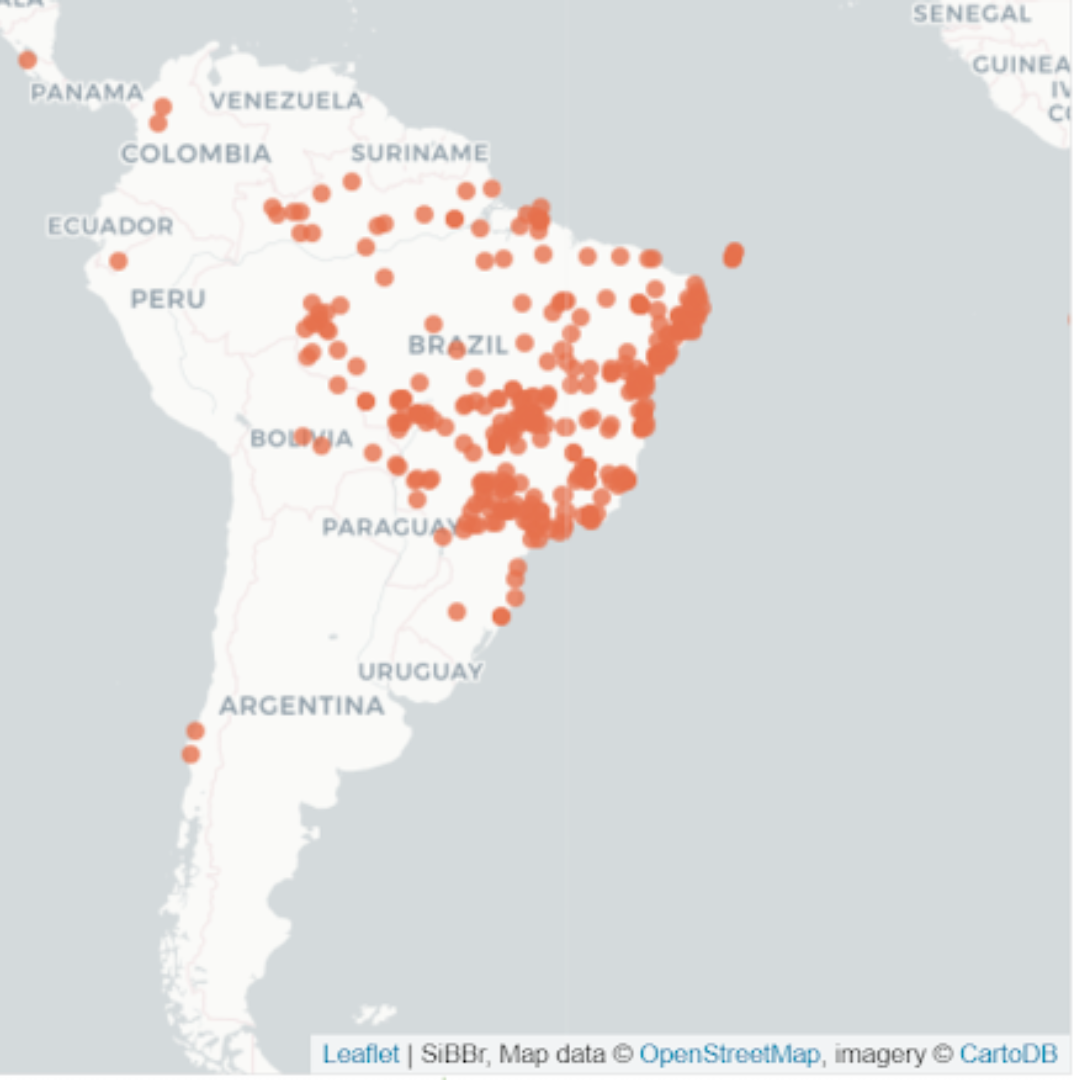
Ocorrência de indivíduos da família Stereophyllaceae na América do Sul.

Há uma grande diversidade taxonômica nesta família que contempla 16 gêneros e mais de 200 espécies conhecidas ao redor do mundo. O Brasil é um dos países que contempla seu habitat natural, como florestas úmidas e tropicais.  Sua diversidade ainda é nebulosa pela falta de pesquisadores e interesse no assunto porém há um esforço para sua revisão. As análises dos pesquisadores têm sido mais acuratas pelo desenvolvimento de análises com bases moleculares e filogenéticas, para uma melhor compreensão. Hoje sabe-se que a família pertence à ordem Hypnales e que a família é um grupo monofilético com os 3 principais gêneros sendo Stereophyllum, Callicostella e Plagiomnium.
Apesar de nativa, não é uma família de planta endêmica do país, e daí a sua distribuição ao longo de todo o território Brasileiro e adjacente, principalmente em áreas de baixa elevação em regiões subtropicais e tropicais. De acordo com o SiBBr - sistema de informação sobre a Biodiversidade Brasileira, há 1.943 registros que se destrincham entre 4 gêneros descritos e 7 espécies. No mundo todo há 8 gêneros e 30 espécies registradas nos trópicos.

## Morfologia
A sua morfologia é bem distinta das demais espécies de musgos, suas principais características incluem:

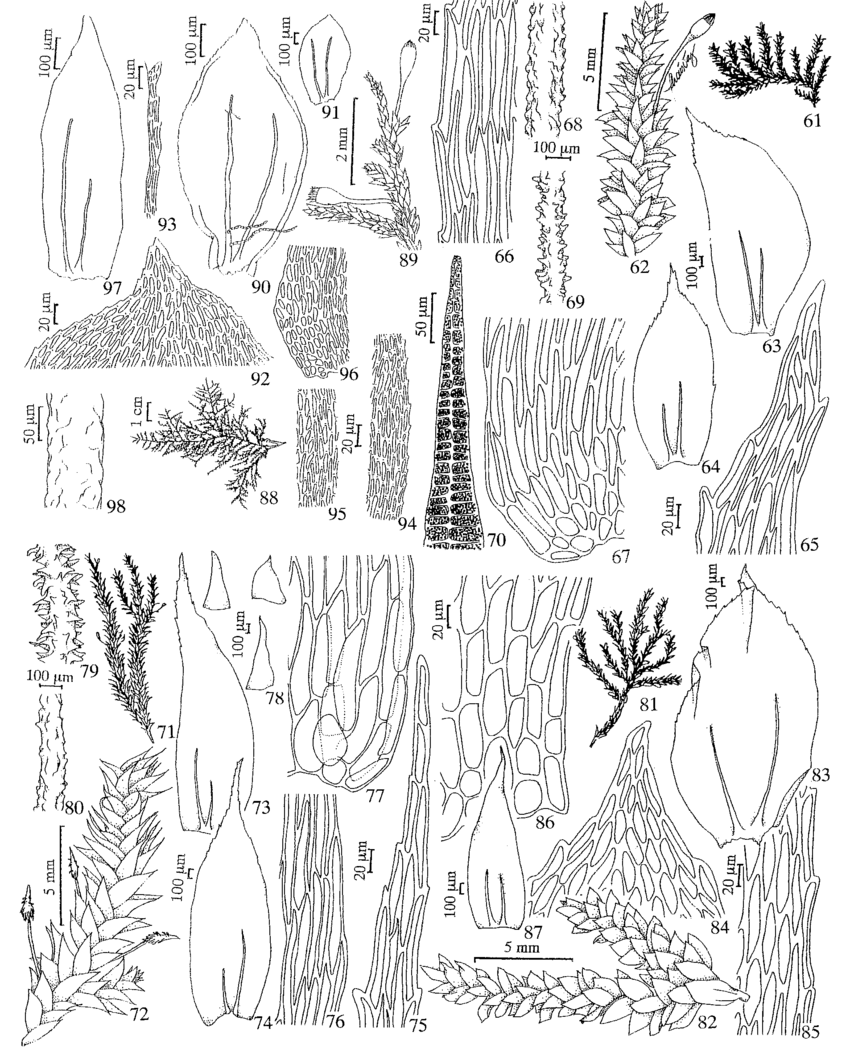
Stereophyllaceae and Thuidiaceae. a-f. Entodontopsis nitens (Mitt.) W.R. Buck & Ireland. a. Aspect of the gametophyte. b. Leaves. c. Basal cells of the leaf. d. Marginal cells of the leaf. e. Median cells of the leaf. f. Apical cells of the leaf. g-m. Thuidium tomentosum Besch. g. Aspect of the gametophyte. h. Stem leaves. i. Branch leaves. j. Basal cells of the leaf. k. Marginal cells of the leaf. l. Apical cells of the leaf. m. Paraphyllia.

1. Caules curtos e densos: os musgos da família Stereophyllaceae geralmente têm caules curtos e densos, que se ramificam de forma irregular.
2. Folhas lisas e alongadas: as folhas dos musgos da família Stereophyllaceae são geralmente lisas e alongadas, sem pelos ou nervuras secundárias bem definidas. Elas podem ser erectas ou curvas, dependendo do gênero.
3. Nervura central proeminente: a nervura central das folhas dos musgos da família Stereophyllaceae é geralmente proeminente e pode se estender até a ponta da folha.
4. Cápsulas esféricas: as cápsulas de reprodução dos musgos da família Stereophyllaceae são esféricas e geralmente são suspensas por uma longa seta.
5. Esporófito com quatro dentes: o esporófito dos musgos da família Stereophyllaceae tem quatro dentes na extremidade, que se abrem para liberar os esporos.

De modo amplo sua morfologia permite modos de vida epífitos e litófitos em ambientes úmidos, o que significa que crescem em cima de outras plantas e em rochas. Isso permite que a planta absorva tudo necessário à sua manutenção pelas folhas.